# Óscar Rojas (football, 1958)
Ne doit pas être confondu avec Óscar Rojas (footballeur costaricien).
Óscar Vladimir Rojas Giacomozzi, né le 15 novembre 1958 à Purén au Chili, est un footballeur international chilien qui évoluait au poste de défenseur.

## Biographie

### Carrière en club
Óscar Rojas évolue principalement en faveur des clubs du Deportes Concepción et de Colo Colo.
Il joue 286 matchs en première division chilienne, inscrivant 6 buts, et 33 matchs en première division mexicaine, sans inscrire de but.
Il remporte au cours de sa carrière trois titres de champion du Chili, et quatre Coupes du Chili.
Óscar Rojas dispute 28 matchs en Copa Libertadores. Lors de cette compétition, il inscrit un but contre l'Universidad Católica en août 1988.

### Carrière en équipe nationale
Óscar Rojas joue 10 matchs en équipe du Chili entre 1982 et 1988, inscrivant un but.
Il figure dans le groupe des sélectionnés lors de la Coupe du monde de 1982. Lors du mondial organisé en Espagne, il ne joue aucun match.

## Palmarès
| Colo Colo - Championnat du Chili (3) : - Champion : 1981, 1983 et 1986. - Vice-champion : 1982 et 1987. - Coupe du Chili (4) : - Vainqueur : 1981, 1982, 1985 et 1988. - Finaliste : 1987. |